# Harris Dickinson
Harris Dickinson (Leytonstone, 24 giugno 1996) è un attore britannico.

## Biografia
Nato e cresciuto nell'East London, all'età di 17 anni abbandonò la scuola, dove stava studiando cinema e teatro. Dickinson ha quasi optato per una carriera nei Royal Marines, prima di essere convinto a tornare a teatro dal suo coach alla RAW Academy di Londra. Il suo debutto cinematografico avviene nel film Beach Rats, presentato con successo al Sundance Film Festival 2017. Per la sua interpretazione di un giovane in lotta con la sua sessualità, Dickinson ha ottenuto diverse candidature a premi come Gotham Independent Film Awards e Independent Spirit Awards. Nel 2018 partecipa alla prima stagione della serie televisiva Trust, dove interpreta il ruolo di John Paul Getty III, mentre nel 2022 ha recitato nell'acclamato Triangle of Sadness di Ruben Östlund.
Nel 2025 debutta come sceneggiatore e regista con Urchin, presentato in anteprima mondiale il 17 maggio 2025 nella sezione Un Certain Regard del 78º Festival di Cannes.

## Filmografia

### Attore

#### Cinema
- Battle Lines, regia di Julian Peedle-Calloo - cortometraggio (2014)
- Beach Rats, regia di Eliza Hittman (2017)
- Morning Blues, regia di Graham Bryan - cortometraggio (2017)
- Postcards from London, regia di Steve McLean (2018)
- Darkest Minds (The Darkest Minds), regia di Jennifer Yuh Nelson (2018)
- Matthias & Maxime, regia di Xavier Dolan (2019)
- Oats & Barley, regia di Charlotte Regan - cortometraggio (2019)
- County Lines, regia di Henry Blake (2019)
- Maleficent - Signora del male (Maleficent: Mistress of Evil), regia di Joachim Rønning (2019)
- Femme, regia di Sam H. Freeman e Ng Choon Ping - cortometraggio (2021)
- The Souvenir: Part II, regia di Joanna Hogg (2021)
- The King's Man - Le origini (The King's Man), regia di Matthew Vaughn (2021)
- Triangle of Sadness, regia di Ruben Östlund (2022)
- Omicidio nel West End (See How They Run), regia di Tom George (2022)
- La ragazza della palude (Where the Crawdads Sing), regia di Olivia Newman (2022)
- Scrapper, regia di Charlotte Regan (2023)
- The Warrior: The Iron Claw (The Iron Claw), regia di Sean Durkin (2023)
- Babygirl, regia di Halina Reijn (2024)
- Blitz, regia di Steve McQueen (2024)
- Urchin, regia di Harris Dickinson (2025)

#### Televisione
- Some Girls – serie TV, 2 episodi (2014)
- Home, regia di Brad Anderson – film TV (2016)
- Testimoni silenziosi (Silent Witness) – serie TV, 2 episodi (2017)
- Clique – serie TV, 4 episodi (2017)
- Trust – serie TV, 10 episodi (2018)
- A Murder at the End of the World – serie TV (2023)

### Doppiatore
- Dark Crystal - La resistenza (The Dark Crystal: Age of Resistance) – serie TV, 8 episodi (2019)

### Regista e sceneggiatore
- Who Cares - cortometraggio (2013)
- Surface - cortometraggio (2014)
- Drop - cortometraggio (2015)
- 2003 - cortometraggio (2021)
- Urchin (2025)

### Montatore
- Who Cares - cortometraggio (2013)

## Riconoscimenti
- BAFTA
  - 2024 – Candidatura per il miglior attore non protagonista per A Murder at the End of the World[7]
- British Independent Film Award
  - 2020 – Candidatura per il miglior attore non protagonista per County Lines
  - 2023 – Candidatura per la miglior interpretazione protagonista condivisa per Scrapper
- Gotham Independent Film Awards
  - 2017 – Candidatura per il miglior interprete emergente
- London Critics Circle Film Awards
  - 2017 – Giovane interprete britannico/irlandese dell'anno
- Independent Spirit Awards
  - 2018 – Candidatura per il miglior attore protagonista per Beach Rats

## Doppiatori italiani
Nelle versioni in italiano delle opere in cui ha recitato, Harris Dickinson è stato doppiato da:
- Manuel Meli in Darkest Minds, Maleficent - Signora del male, The King's Man - Le origini, Omicidio nel West End, La ragazza della palude, The Warrior: The Iron Claw, A Murder at the End of the World, Blitz
- Alessandro Campaiola in Clique
- Alex Polidori in Trust
- Marco Benedetti in Matthias & Maxime
- Stefano Broccoletti in Triangle of Sadness
- Davide Perino in Scrapper
- Fabrizio De Flaviis in Babygirl

Da doppiatore è sostituito da:
- Manuel Meli in Dark Crystal - La resistenza